# Mirza Kurtovik
Mirza Kurtovik né le 2 août 1977 à Skopje, est un ancien joueur de basket-ball macédonien. Il évolue durant sa carrière au poste de meneur.